# ۴۹۵ (پیش از میلاد)
۴۹۵ (پیش از میلاد) ۴۹۵مین سال قبل از تقویم میلادی است.